# Chusta św. Weroniki (obraz Correggia)
Chusta św. Weroniki, także Głowa Chrystusa – obraz olejny na desce autorstwa Correggia

## Historia i opis
Niewielkie malowidło miało służyć prywatnemu kultowi religijnemu; przedstawia głowę Chrystusa ukoronowanego koroną cierniową. Zgodnie ze świadectwem Ewangelii, podczas drogi krzyżowej na górę Kalwarii, Chrystus potknął się dźwigając krzyż. Jego zakrwawiona twarz została wytarta przez św. Weronikę, jej własną chustą. Według legendy na chuście miał odbić się wizerunek Zbawiciela.
Chrystus przedstawiony jest jako mężczyzna z otwartymi ustami; poprzez zastosowanie silnego światłocienia zostały silnie zaakcentowane kości policzkowe, uwypuklając wyraz plastyczny linii nosa, wgłębienia na szyi i ogólnie potęgując efekt przestrzeni. Wyraz całości został złagodzony przygaszonymi, delikatnymi tonami sfumatur, które w połączeniu z grubo nałożonym kolorem wpisując się w charakterystykę stylu słodkiego (wł. Stil dolce) w twórczości Correggia.
Pod względem typu ikonograficznego, formatu i techniki wykonania obraz jest bliski Twarzy Chrystusa z Museo Civico w Correggio, który zachował się w gorszym stanie. Bardziej dojrzały styl pozwala sądzić, że Chusta św. Weroniki powstała później niż obraz z Correggio, w okresie artystycznej dojrzałości malarza, przed powstaniem fresków w Camera della Badessa w dawnym klasztorze św. Pawła w Parmie.